# Kematen am Innbach
Kematen am Innbach é um município da Áustria localizado no distrito de Grieskirchen, no estado de Alta Áustria.